# Homalocnemis nigripennis
Homalocnemis nigripennis är en tvåvingeart som beskrevs av Philippi 1865. Homalocnemis nigripennis ingår i släktet Homalocnemis och familjen Homalocnemiidae. Inga underarter finns listade i Catalogue of Life.